# چیزان
چیزان، روستایی از توابع بخش مرکزی شهرستان خنداب در استان مرکزی ایران است.

## جمعیت
این روستا در دهستان دهچال قرار دارد و براساس سرشماری مرکز آمار ایران در سال ۱۳۸۵، جمعیت آن ۸۰۳ نفر (۱۸۴خانوار) بوده‌است.